# Groupe D des éliminatoires de la zone Europe de la Coupe du monde de football 2022
Navigation
Groupe C Groupe E
Le groupe D de la zone Europe des éliminatoires de la Coupe du monde de football 2022 est l'un des dix groupes de la zone Europe des éliminatoires de la Coupe du monde, tournoi pour décider quelles équipes se qualifieront pour la phase finale Coupe du monde de football 2022 au Qatar. Le groupe D se compose de cinq équipes : la France (championne du monde en titre), l'Ukraine, la Finlande, la Bosnie-Herzégovine et le Kazakhstan. Les équipes s'affronteront à domicile et à l'extérieur dans un tournoi toutes rondes.
La France, vainqueur du groupe se qualifie directement pour la phase finale de la Coupe du monde, tandis que le deuxième, l'Ukraine accède aux barrages européens à douze équipes, dont trois formations accéderont au Mondial 2022.

## Classement
| Rang | Équipe             | Pts | J | G | N | P | Bp | Bc | Diff |  | Résultats (▼ dom., ► ext.) |     |     |     |     |     |
| ---- | ------------------ | --- | - | - | - | - | -- | -- | ---- |  | -------------------------- | --- | --- | --- | --- | --- |
| 1    | France T           | 18  | 8 | 5 | 3 | 0 | 18 | 3  | +15  |  | France T                   |     | 1-1 | 2-0 | 1-1 | 8-0 |
| 2    | Ukraine            | 12  | 8 | 2 | 6 | 0 | 11 | 8  | +3   |  | Ukraine                    | 1-1 |     | 1-1 | 1-1 | 1-1 |
| 3    | Finlande           | 11  | 8 | 3 | 2 | 3 | 10 | 10 | 0    |  | Finlande                   | 0-2 | 1-2 |     | 2-2 | 1-0 |
| 4    | Bosnie-Herzégovine | 7   | 8 | 1 | 4 | 3 | 9  | 12 | -3   |  | Bosnie-Herzégovine         | 0-1 | 0-2 | 1-3 |     | 2-2 |
| 5    | Kazakhstan         | 3   | 8 | 0 | 3 | 5 | 5  | 20 | -15  |  | Kazakhstan                 | 0-2 | 2-2 | 0-2 | 0-2 |     |

## Matchs
Le calendrier des rencontres a été confirmé par l'UEFA le 8 décembre 2020, le lendemain du tirage au sort,,. Les heures sont CET et CEST, selon la liste de l'UEFA (les heures locales, si différentes, sont entre parenthèses).
| 1re journée        | France        | 1 - 1                         | Ukraine       | Stade de France, Saint-Denis                           |                                                        |
| 24 mars 2021 20h45 | Griezmann 19e | (1 - 0)                       | 57e Sydorchuk | Spectateurs : 0 (huis-clos) Arbitrage : Tobias Stieler | Spectateurs : 0 (huis-clos) Arbitrage : Tobias Stieler |
| 24 mars 2021 20h45 | Pavard 30e    | Rapport (FIFA) Rapport (UEFA) |               | Spectateurs : 0 (huis-clos) Arbitrage : Tobias Stieler | Spectateurs : 0 (huis-clos) Arbitrage : Tobias Stieler |

|               | Finlande                                   | 2 - 2                         | Bosnie-Herzégovine          | Stade olympique, Helsinki                                  |                                                            |
| 20h45 (21h45) | Pukki 58e 78e                              | (0 - 0)                       | 55e Pjanić · 84e Stevanović | Spectateurs : 0 (huis-clos) Arbitrage : Tasos Sidiropoulos | Spectateurs : 0 (huis-clos) Arbitrage : Tasos Sidiropoulos |
| 20h45 (21h45) | Kamara 30e · Schüller 86e · Hämäläinen 90e | Rapport (FIFA) Rapport (UEFA) |                             | Spectateurs : 0 (huis-clos) Arbitrage : Tasos Sidiropoulos | Spectateurs : 0 (huis-clos) Arbitrage : Tasos Sidiropoulos |

| 2e journée                 | Kazakhstan | 0 - 2                         | France                        | Astana Arena, Noursoultan                                |                                                          |
| 28 mars 2021 15h00 (19h00) |            | (0 - 2)                       | 19e Dembélé · 44e (csc) Malyi | Spectateurs : 0 (huis-clos) Arbitrage : Alexeï Koulbakov | Spectateurs : 0 (huis-clos) Arbitrage : Alexeï Koulbakov |
| 28 mars 2021 15h00 (19h00) |            | Rapport (FIFA) Rapport (UEFA) | 88e Dembélé                   | Spectateurs : 0 (huis-clos) Arbitrage : Alexeï Koulbakov | Spectateurs : 0 (huis-clos) Arbitrage : Alexeï Koulbakov |

|               | Ukraine                                                    | 1 - 1                         | Finlande                  | Stade olympique, Kiev                                 |                                                       |
| 20h45 (21h45) | Moraes 80e                                                 | (0 - 0)                       | 89e (pen.) Pukki          | Spectateurs : 0 (huis-clos) Arbitrage : István Kovács | Spectateurs : 0 (huis-clos) Arbitrage : István Kovács |
| 20h45 (21h45) | Matvienko 56e · Sobol 81e · Bouchtchan 88e · Mykolenko 88e | Rapport (FIFA) Rapport (UEFA) | 87e Kamara · 90+4e Toivio | Spectateurs : 0 (huis-clos) Arbitrage : István Kovács | Spectateurs : 0 (huis-clos) Arbitrage : István Kovács |

| 3e journée         | Bosnie-Herzégovine                                    | 0 - 1                         | France                             | Stade Grbavica, Sarajevo                               |                                                        |
| 31 mars 2021 20h45 |                                                       | (0 - 0)                       | 60e Griezmann                      | Spectateurs : 0 (huis-clos) Arbitrage : Daniele Orsato | Spectateurs : 0 (huis-clos) Arbitrage : Daniele Orsato |
| 31 mars 2021 20h45 | Hadžikadunić 15e · Saničanin 54e · Hadžiahmetović 69e | Rapport (FIFA) Rapport (UEFA) | 51e Varane · 66e Lemar · 79e Pogba | Spectateurs : 0 (huis-clos) Arbitrage : Daniele Orsato | Spectateurs : 0 (huis-clos) Arbitrage : Daniele Orsato |

|               | Ukraine                     | 1 - 1                         | Kazakhstan                                                                                 | Stade olympique, Kiev                             |                                                   |
| 20h45 (21h45) | Yaremchuk 20e               | (1 - 0)                       | 59e Moujiqov                                                                               | Spectateurs : 0 (huis-clos) Arbitrage : Matej Jug | Spectateurs : 0 (huis-clos) Arbitrage : Matej Jug |
| 20h45 (21h45) | Zintchenko 89e · Marlos 90e | Rapport (FIFA) Rapport (UEFA) | 6e Älip · 36e Äbiken (en) · 43e Moujiqov · 62e Vorogovskiy · 70e Karimov · 90+1e Pokatilov | Spectateurs : 0 (huis-clos) Arbitrage : Matej Jug | Spectateurs : 0 (huis-clos) Arbitrage : Matej Jug |

| 4e journée                       | Kazakhstan                     | 2 - 2                         | Ukraine                        | Astana Arena, Noursoultan                                                 |                                                                           |
| 1er septembre 2021 16h00 (20h00) | Valiullin 74e 90+6e            | (0 - 1)                       | 2e Yaremchuk · 90+3e Sikane    | Spectateurs : 6 274 Arbitrage : Donatas Rumšas Arbitre vidéo : Kevin Blom | Spectateurs : 6 274 Arbitrage : Donatas Rumšas Arbitre vidéo : Kevin Blom |
| 1er septembre 2021 16h00 (20h00) | Vasilyev 43e · Pokatilov 90+2e | Rapport (FIFA) Rapport (UEFA) | 52e Mykolenko · 74e Zintchenko | Spectateurs : 6 274 Arbitrage : Donatas Rumšas Arbitre vidéo : Kevin Blom | Spectateurs : 6 274 Arbitrage : Donatas Rumšas Arbitre vidéo : Kevin Blom |

|       | France                    | 1 - 1                         | Bosnie-Herzégovine | Stade de la Meinau, Strasbourg                                             |                                                                            |
| 20h45 | Griezmann 40e             | (1 - 1)                       | 36e Džeko          | Spectateurs : 21 754 Arbitrage : Sandro Schärer Arbitre vidéo : Fedayi San | Spectateurs : 21 754 Arbitrage : Sandro Schärer Arbitre vidéo : Fedayi San |
| 20h45 | Veretout 30e · Koundé 51e | Rapport (FIFA) Rapport (UEFA) | 76e Hadžiahmetović | Spectateurs : 21 754 Arbitrage : Sandro Schärer Arbitre vidéo : Fedayi San | Spectateurs : 21 754 Arbitrage : Sandro Schärer Arbitre vidéo : Fedayi San |

| 5e journée                     | Finlande       | 1 - 0                         | Kazakhstan                                  | Stade olympique, Helsinki                                                         |                                                                                   |
| 4 septembre 2021 15h00 (16h00) | Pohjanpalo 60e | (0 - 0)                       |                                             | Spectateurs : 10 167 Arbitrage : Sergueï Ivanov Arbitre vidéo : Sergueï Karassiov | Spectateurs : 10 167 Arbitrage : Sergueï Ivanov Arbitre vidéo : Sergueï Karassiov |
| 4 septembre 2021 15h00 (16h00) | Alho 64e       | Rapport (FIFA) Rapport (UEFA) | 62e Orazov · 76e Yerlanov · 90e Zharynbetov | Spectateurs : 10 167 Arbitrage : Sergueï Ivanov Arbitre vidéo : Sergueï Karassiov | Spectateurs : 10 167 Arbitrage : Sergueï Ivanov Arbitre vidéo : Sergueï Karassiov |

|               | Ukraine                          | 1 - 1                         | France       | Stade olympique, Kiev                                                          |                                                                                |
| 20h45 (21h45) | Chaparenko 44e                   | (1 - 0)                       | 50e Martial  | Spectateurs : 48 000 Arbitrage : Slavko Vinčić Arbitre vidéo : Bastian Dankert | Spectateurs : 48 000 Arbitrage : Slavko Vinčić Arbitre vidéo : Bastian Dankert |
| 20h45 (21h45) | Yarmolenko 89e · Malinovskyi 90e | Rapport (FIFA) Rapport (UEFA) | 89e Kimpembe | Spectateurs : 48 000 Arbitrage : Slavko Vinčić Arbitre vidéo : Bastian Dankert | Spectateurs : 48 000 Arbitrage : Slavko Vinčić Arbitre vidéo : Bastian Dankert |

| 6e journée             | France            | 2 - 0                         | Finlande                               | Parc Olympique lyonnais, Décines-Charpieu                                        |                                                                                  |
| 7 septembre 2021 20h45 | Griezmann 25e 54e | (1 - 0)                       |                                        | Spectateurs : 57 057 Arbitrage : Deniz Aytekin Arbitre vidéo : Christian Dingert | Spectateurs : 57 057 Arbitrage : Deniz Aytekin Arbitre vidéo : Christian Dingert |
| 7 septembre 2021 20h45 |                   | Rapport (FIFA) Rapport (UEFA) | 3e Schüller · 65e Pukki · 72e Arajuuri | Spectateurs : 57 057 Arbitrage : Deniz Aytekin Arbitre vidéo : Christian Dingert | Spectateurs : 57 057 Arbitrage : Deniz Aytekin Arbitre vidéo : Christian Dingert |

|                              | Bosnie-Herzégovine             | 2 - 2                                          | Kazakhstan                   | Stade Bilino-Polje, Zenica                                                  |                                                                             |
|                              | Pjanić 74e (pen.) · Menalo 86e | (0 - 0)                                        | 52e Kuat · 90+5e Zaynutdinov | Spectateurs : 3 980 Arbitrage : Yigal Frid Arbitre vidéo : Roi Reinshreiber | Spectateurs : 3 980 Arbitrage : Yigal Frid Arbitre vidéo : Roi Reinshreiber |
| Hadžikadunić 30e · Džeko 60e | Rapport (FIFA) Rapport (UEFA)  | 70e Zaynutdinov · 71e Marochkin · 82e Vasilyev |                              | Spectateurs : 3 980 Arbitrage : Yigal Frid Arbitre vidéo : Roi Reinshreiber | Spectateurs : 3 980 Arbitrage : Yigal Frid Arbitre vidéo : Roi Reinshreiber |

| 7e journée                   | Kazakhstan                    | 0 - 2                         | Bosnie-Herzégovine | Astana Arena, Noursoultan                                                   |                                                                             |
| 9 octobre 2021 15h00 (19h00) |                               | (0 - 1)                       | 25e 66e Prevljak   | Spectateurs : 12 897 Arbitrage : Davide Massa Arbitre vidéo : Fabio Maresca | Spectateurs : 12 897 Arbitrage : Davide Massa Arbitre vidéo : Fabio Maresca |
| 9 octobre 2021 15h00 (19h00) | Logvinenko 42e · Shomko 45+1e | Rapport (FIFA) Rapport (UEFA) | 83e Gojak          | Spectateurs : 12 897 Arbitrage : Davide Massa Arbitre vidéo : Fabio Maresca | Spectateurs : 12 897 Arbitrage : Davide Massa Arbitre vidéo : Fabio Maresca |

|               | Finlande  | 1 - 2                         | Ukraine                       | Stade olympique, Helsinki                                                            |                                                                                      |
| 18h00 (19h00) | Pukki 29e | (1 - 2)                       | 4e Yarmolenko · 34e Yaremchuk | Spectateurs : 29 485 Arbitrage : Jesús Gil Manzano Arbitre vidéo : Ricardo de Burgos | Spectateurs : 29 485 Arbitrage : Jesús Gil Manzano Arbitre vidéo : Ricardo de Burgos |
| 18h00 (19h00) |           | Rapport (FIFA) Rapport (UEFA) | 37e Kryvtsov                  | Spectateurs : 29 485 Arbitrage : Jesús Gil Manzano Arbitre vidéo : Ricardo de Burgos | Spectateurs : 29 485 Arbitrage : Jesús Gil Manzano Arbitre vidéo : Ricardo de Burgos |

| 8e journée                    | Kazakhstan                                    | 0 - 2                         | Finlande      | Astana Arena, Noursoultan                                                        |                                                                                  |
| 12 octobre 2021 16h00 (20h00) |                                               | (0 - 1)                       | 45e 48e Pukki | Spectateurs : 8 365 Arbitrage : Halis Özkahya Arbitre vidéo : Abdulkadir Bitigen | Spectateurs : 8 365 Arbitrage : Halis Özkahya Arbitre vidéo : Abdulkadir Bitigen |
| 12 octobre 2021 16h00 (20h00) | Malyi 36e · Zaynutdinov 39e · Vorogovskiy 58e | Rapport (FIFA) Rapport (UEFA) | 36e Ivanov    | Spectateurs : 8 365 Arbitrage : Halis Özkahya Arbitre vidéo : Abdulkadir Bitigen | Spectateurs : 8 365 Arbitrage : Halis Özkahya Arbitre vidéo : Abdulkadir Bitigen |

|               | Ukraine        | 1 - 1                         | Bosnie-Herzégovine                         | Arena Lviv, Lviv                                                              |                                                                               |
| 20h45 (21h45) | Yarmolenko 15e | (1 - 0)                       | 77e Ahmedhodžić                            | Spectateurs : 23 810 Arbitrage : Felix Zwayer Arbitre vidéo : Bastian Dankert | Spectateurs : 23 810 Arbitrage : Felix Zwayer Arbitre vidéo : Bastian Dankert |
| 20h45 (21h45) |                | Rapport (FIFA) Rapport (UEFA) | 11e Ćivić · 19e Ahmedhodžić · 64e Prevljak | Spectateurs : 23 810 Arbitrage : Felix Zwayer Arbitre vidéo : Bastian Dankert | Spectateurs : 23 810 Arbitrage : Felix Zwayer Arbitre vidéo : Bastian Dankert |

| 9e journée             | Bosnie-Herzégovine     | 1 - 3                         | Finlande                                | Stade Bilino-Polje, Zenica                                                     |                                                                                |
| 13 novembre 2021 15h00 | Menalo 69e             | (0 - 1)                       | 29e Forss · 51e Lod · 73e O'Shaughnessy | Spectateurs : 10 000 Arbitrage : Michael Oliver Arbitre vidéo : Chris Kavanagh | Spectateurs : 10 000 Arbitrage : Michael Oliver Arbitre vidéo : Chris Kavanagh |
| 13 novembre 2021 15h00 | Pjanić 24e · Prcić 83e | Rapport (FIFA) Rapport (UEFA) | 37e Raitala                             | Spectateurs : 10 000 Arbitrage : Michael Oliver Arbitre vidéo : Chris Kavanagh | Spectateurs : 10 000 Arbitrage : Michael Oliver Arbitre vidéo : Chris Kavanagh |

|       | France                                                                      | 8 - 0                         | Kazakhstan                   | Parc des Princes, Paris                                                       |                                                                               |
| 20h45 | Mbappé 6e 12e 32e 87e · Benzema 55e 59e · Rabiot 75e · Griezmann 84e (pen.) | (3 - 0)                       |                              | Spectateurs : 45 551 Arbitrage : Glenn Nyberg Arbitre vidéo : Jochem Kamphuis | Spectateurs : 45 551 Arbitrage : Glenn Nyberg Arbitre vidéo : Jochem Kamphuis |
| 20h45 | Benzema 52e                                                                 | Rapport (FIFA) Rapport (UEFA) | 51e Omirtayev · 86e Vasilyev | Spectateurs : 45 551 Arbitrage : Glenn Nyberg Arbitre vidéo : Jochem Kamphuis | Spectateurs : 45 551 Arbitrage : Glenn Nyberg Arbitre vidéo : Jochem Kamphuis |

| 10e journée            | Bosnie-Herzégovine                 | 0 - 2                         | Ukraine                    | Stade Bilino-Polje, Zenica                                                            |                                                                                       |
| 16 novembre 2021 20h45 |                                    | (0 - 0)                       | 59e Zinchenko · 79e Dovbyk | Spectateurs : 3 370 Arbitrage : Antonio Mateu Lahoz Arbitre vidéo : Ricardo de Burgos | Spectateurs : 3 370 Arbitrage : Antonio Mateu Lahoz Arbitre vidéo : Ricardo de Burgos |
| 16 novembre 2021 20h45 | Demirović 66e · Hadžikadunić 90+3e | Rapport (FIFA) Rapport (UEFA) | 66e Zabarnyi               | Spectateurs : 3 370 Arbitrage : Antonio Mateu Lahoz Arbitre vidéo : Ricardo de Burgos | Spectateurs : 3 370 Arbitrage : Antonio Mateu Lahoz Arbitre vidéo : Ricardo de Burgos |

|               | Finlande    | 0 - 2                         | France                   | Stade olympique, Helsinki                                                 |                                                                           |
| 20h45 (21h45) |             | (0 - 0)                       | 66e Benzema · 76e Mbappé | Spectateurs : 31 890 Arbitrage : Marco Guida Arbitre vidéo : Paolo Valeri | Spectateurs : 31 890 Arbitrage : Marco Guida Arbitre vidéo : Paolo Valeri |
| 20h45 (21h45) | Schüller 9e | Rapport (FIFA) Rapport (UEFA) |                          | Spectateurs : 31 890 Arbitrage : Marco Guida Arbitre vidéo : Paolo Valeri | Spectateurs : 31 890 Arbitrage : Marco Guida Arbitre vidéo : Paolo Valeri |

## Buteurs
Il y a eu 53 buts marqués en 20 matchs, pour une moyenne de 2.65 buts par match.

### 6 buts
- Antoine Griezmann
- Teemu Pukki

### 5 buts
- Kylian Mbappé

### 3 buts
- Karim Benzema
- Roman Yaremchuk

### 2 buts
- Andriy Yarmolenko
- Luka Menalo
- Miralem Pjanić
- Smail Prevljak
- Ruslan Valiullin

### 1 but
- Ousmane Dembélé
- Anthony Martial
- Adrien Rabiot
- Artem Dovbyk
- Júnior Moraes
- Mykola Shaparenko
- Danylo Sikan
- Serhiy Sydorchuk
- Oleksandr Zinchenko
- Marcus Forss
- Robin Lod
- Daniel O'Shaughnessy
- Joel Pohjanpalo
- Anel Ahmedhodžić
- Edin Džeko
- Miroslav Stevanović
- Islambek Kuat
- Serikzhan Muzhikov
- Baktiyar Zaynutdinov

### 1 but contre son camp
- Serhiy Malyi (contre la France)

## Discipline
Un joueur est automatiquement suspendu pour le match suivant:
- S'il cumule deux avertissements (cartons jaunes) lors de deux matchs différents.
- S'il se voit décerner une exclusion de terrain (carton rouge).
  - En cas d’infraction grave, l’Instance de contrôle, d’éthique et de discipline de l'UEFA est habilitée à aggraver la sanction, y compris en l'étendant à d'autres compétitions.

| Équipe             | Joueurs              | Cartons | Suspensions                                                                                  |
| ------------------ | -------------------- | --- | -------------------------------------------------------------------------------------------- |
| France             | Jules Koundé         | 4e journée, contre Bosnie-Herzégovine (1er septembre 2021)                                                 | 5e journée, contre Ukraine (4 septembre 2021) 6e journée, contre Finlande (7 septembre 2021) |
| Ukraine            | Vitaliy Mykolenko    | 2e journée, contre Finlande (28 mars 2021)                                                                 | 3e journée, contre Kazakhstan (31 mars 2021)                                                 |
| Ukraine            | Oleksandr Zinchenko  | 3e journée, contre Kazakhstan (31 mars 2021) · 4e journée, contre Kazakhstan (1er septembre 2021)          | 5e journée, contre France (4 septembre 2021)                                                 |
| Finlande           | Jere Uronen          | 6e journée de Ligue des nations, contre Pays de Galles (18 novembre 2020)                                  | 1re journée, contre Bosnie-Herzégovine (24 mars 2021)                                        |
| Finlande           | Glen Kamara          | 1re journée, contre Bosnie-Herzégovine (24 mars 2021) · 2e journée, contre Ukraine (28 mars 2021)          | 5e journée, contre Kazakhstan (4 septembre 2021)                                             |
| Finlande           | Rasmus Schüller      | 1re journée, contre Bosnie-Herzégovine (24 mars 2021) · 6e journée, contre France (7 septembre 2021)       | 7e journée, contre Ukraine (9 octobre 2021)                                                  |
| Finlande           | Jukka Raitala        | 9e journée, contre Bosnie-Herzégovine (13 novembre 2021)                                                   | 10e journée, contre France (16 novembre 2021)                                                |
| Bosnie-Herzégovine | Amir Hadžiahmetović  | 3e journée, contre France (31 mars 2021) · 4e journée, contre France (1er septembre 2021)                  | 7e journée, contre Kazakhstan (9 octobre 2021)                                               |
| Bosnie-Herzégovine | Dennis Hadžikadunić  | 3e journée, contre France (31 mars 2021) · 6e journée, contre Kazakhstan (7 septembre 2021)                | 7e journée, contre Kazakhstan (9 octobre 2021)                                               |
| Kazakhstan         | Islambek Kuat        | 6e journée de Ligue des nations, contre Lituanie (18 novembre 2020)                                        | 1re journée, contre Bosnie-Herzégovine (24 mars 2021)                                        |
| Kazakhstan         | Stas Pokatilov       | 3e journée, contre Ukraine (31 mars 2021) · 4e journée, contre Ukraine (1er septembre 2021)                | 5e journée, contre Finlande (4 septembre 2021)                                               |
| Kazakhstan         | Vladislav Vasilyev   | 4e journée, contre Ukraine (1er septembre 2021) · 6e journée, contre Bosnie-Herzégovine (7 septembre 2021) | 7e journée, contre Bosnie-Herzégovine (9 octobre 2021)                                       |
| Kazakhstan         | Yan Vorogovskiy      | 3e journée, contre Ukraine (31 mars 2021) · 8e journée, contre Finlande (12 octobre 2021)                  | 9e journée, contre France (13 novembre 2021)                                                 |
| Kazakhstan         | Baktiyar Zaynutdinov | 6e journée, contre Bosnie-Herzégovine (7 septembre 2021) · 8e journée, contre Finlande (12 octobre 2021)   | 9e journée, contre France (13 novembre 2021)                                                 |